# 富山県道343号茗ヶ原八尾線
富山県道343号茗ヶ原八尾線（とやまけんどう343ごう みょうがはらやつおせん）は、富山県富山市内を通る一般県道である。

## 概要

### 路線データ
- 起点：富山県富山市八尾町茗ヶ原字新屋（富山市林道八尾鎌ヶ谷線交点）[1]
- 終点：富山県富山市八尾町東町（国道472号交点）
- 実延長：4,198m

## 沿革
- 1973年（昭和48年）3月31日 - 認定[2]

## 地理

### 通過する自治体
- 富山県富山市

### 接続する道路
- 富山市林道八尾鎌ヶ谷線（起点：富山市八尾町茗ヶ原字新屋）[1]
- 富山県道341号八尾大沢野線（富山市八尾町茗ヶ原 - 富山市八尾町角間で重複）
- 国道472号（終点：富山市八尾町東町）

### 周辺
- 富山市立八尾小学校
- 八尾おわら資料館
- 城ケ山公園